# Trận Palmito Ranch
Trận Palmito Ranch, còn gọi là Trận Palmetto Ranche, hay Trận Palmito Hill, xảy ra ngày 12 và 13 tháng 5 năm 1865, là trận đánh cuối cùng của cuộc Nội chiến Hoa Kỳ. Trong trận này, quân đội Liên bang miền Bắc dưới quyền của Đại tá Theodore H. Barrett đã tiến công doanh trại của quân đội Liên minh miền Nam do Đại tá John Salmon Ford chỉ huy. Trong ngày đầu của trận đánh, quân miền Bắc dưới quyền Trung tá David Branson ban đầu thắng lợi nhưng sau đó thoái lui. Trong ngày thứ hai, quân miền Bắc lại công kích quân miền Nam đông đảo hơn hẳn, và cũng giành được thắng lợi lớn đánh cho quân miền Nam chạy dài, nhưng phải triệt binh khi quân miền Nam được tăng viện. Quân miền Bắc khi ấy lâm vào hỗn loạn do không có lực lượng Pháo binh. Người ta không xác định rõ là quân México có nhảy vào tham chiến bên phe miền Nam trong trận đánh tại Palmito Ranch hay là không. Quân miền Nam đã chiến thắng trận cuối này và loại được hơn 100 quân miền Bắc ra khỏi vòng chiến, song cũng phải chịu tổn thất tương đương. Cuộc thoái binh của quân miền Bắc sau trận thua này đã ghi dấu sự anh dũng của Trung đoàn 62 Quân da màu, đánh bật nhiều đợt công kích của quân lực miền Nam. Tiếng súng cuối cùng của cuộc chiến đã vang lên từ phía quân miền Nam sau khi bất thành trong cuộc truy sát quân miền Bắc. Thế rồi, sau thắng lợi, do nhận được tin Đại tướng Robert E. Lee và quân chủ lực miền Nam đã đầu hàng từ lâu, vả lại đạo quân miền Bắc của tướng Philip Sheridan đã chiếm đóng New Orleans, quân miền Nam tại vùng Texas cũng không còn sinh khí và ra đầu hàng.

## Bối cảnh
Đầu năm 1865, quân đội hai phe ở Texas đã thỏa thuận ngưng chiến trên danh dự và phần lớn quân miền Bắc đã rút về Mặt trận miền Đông. Quân miền Nam ráng phòng giữ các hải cảng còn lại để tiếp tục xuất cảng bông gòn sang châu Âu, và để vận chuyển tiếp tế. Người México cũng thập thò dòm ngó muốn theo phe quân miền Nam để tạo cơ hội buôn bán hàng lậu qua biên giới.
Lý do tại sao cuộc nổ súng tại Palmito Ranch xảy ra không được ghi rõ và vấn đề địa phương tại Palmito Ranch không có ảnh hưởng nhiều đến cuộc Nội chiến. Đại tá chỉ huy quân miền Bắc tại Palmito Ranch lúc bấy giờ là Theodore H. Barrett là sĩ quan rất ít kinh nghiệm chiến trường, chẳng đánh trận nào trong cả cuộc chiến tranh nên có giả thuyết ông ta mở trận đánh này để lên mặt kẻ thắng.

## Diễn tiến
Trong đêm ngày 11 tháng 5 năm 1865, Barrett chỉ thị cho Trung tá David Branson tấn công trại quân miền Nam tại doanh trại Brazos Santiago gần đồn Brown bên ngoài Brownsville, Texas, do đại tá miền Nam John "Rip" Ford chỉ huy. Đội quân của Branson bao gồm 300 người, với 250 quân từ 8 đại đội thuộc Trung đoàn 62 Quân da màu (62nd U.S.C.T.) dưới quyền Barrett và 50 quân từ 2 đại đội thuộc Tiểu đoàn Kỵ binh Texas số 2 do Branson chỉ huy, mà thực chất là không cưỡi ngựa. Quân miền Bắc hành binh suốt cả đêm, và Branson đã đạt được thắng lợi ban đầu, tóm gọn được ba tù binh và vài thứ quân nhu, dẫu cuộc tiến công bị mất đi tính bất ngờ mà quân đội miền Bắc dự kiến. Vài con chiến mã của quân miền Nam cũng bị binh lính miền Bắc thu về. Đến trưa, 100 kỵ binh miền Nam dưới quyền Đại úy William N. Robinson đã phản kích, đánh lùi đội quân của Branson về White's Ranch, tại đây giao chiến kết thúc trong đêm. Cả hai phe đều được tăng viện, Ford kéo phần còn lại của lực lượng kỵ binh của ông tới cùng với 6 cỗ pháo (với tổng cộng là 300 binh sĩ), trong khi Barrett mang 200 quân sĩ từ 9 đại đội thiếu của Trung đoàn Indiana số 34.
Đến ngày hôm sau tức là ngày 13 tháng 5, Barrett lại tiến công vào Palmito Ranch, tại đây quân ông phải giao đấu với đồn binh miền Nam có quân số đông hơn gấp bội. Thế mà, chỉ sau vài tiếng đồng hồ giao chiến, quân miền Nam một lần nữa bị đánh cho tan tác. Các binh sĩ miền Bắc thừa thắng tràn vào đốt phá đồn lũy, và cướp lấy quân lương. Trong suốt buổi sáng, hai bên chỉ giao tranh lẻ tẻ, và đầu trưa, một cuộc đụng độ nhỏ bùng nổ, chẳng mấy ác liệt. Bằng một đợt công kích dũng mãnh, quân miền Bắc đã đánh cho quân miền Nam phải chạy xuống 7 dặm Anh. Dù cho Barret ghi nhận về một cuộc "giao tranh ác liệt", quân miền Bắc chỉ chịu có chút ít thương vong. Barrett không cho truy kích mà thay vì đó, ông hạ lệnh cho quân sĩ nghỉ ngơi trên ngọn đồi Palmito Ranch. Theo tác giả Stephen A. Townsend thì ông dừng chân là vì ông biết quân miền Nam sắp được tăng viện cho nên phải chuẩn bị thoái binh. Nhưng trong khi nghỉ ngơi, quân đội của Barrett bị một đoàn quân miền Nam hùng mạnh dưới quyền tướng James E. Slaughter, có cả Kỵ binh và Pháo binh yểm trợ, tiến công. Quân miền Nam còn thuê cả mấy cỗ pháo của người Pháp đang đô hộ Mexico và một số lính pháo binh Pháp. Sau khi dàn trận tuyến, Ford hô hào trước toàn quân: "Hỡi các binh sĩ, chúng ta đã đánh bật được quân địch". Sau khi ông nói tiếp: "Chúng ta có thể tiếp tục làm vậy" thì toàn thể các binh sĩ đồng thanh hô vang trời: "Rip ! Rip". Và, cuộc tiến công bắt đầu theo quân lệnh của Ford. Một quả pháo rơi gần quân đội của Barret gần đồi Palmito Hill đã móp méo tuyến quân miền Bắc. Theo lời kể của một sĩ quan miền Bắc, Trung đoàn Indiana số 34 lâm vào hỗn loạn và nhốn nháo. Quân miền Bắc yếu thế, do đó Barrett quyết định triệt binh. Họ triệt thoái bằng lòng quả cảm và tài năng, và 50 binh sĩ thuộc Trung đoàn Indiana số 34 đi sau đại đội vệ binh bị quân Slaughter bắt giữ.
Sau đó, Trung đoàn 62 Quân da màu được lệnh lập tuyến phòng thủ và phòng tuyến của họ khá là dài. Theo một sĩ quan miền Bắc, Trung đoàn rút về với hàng ngũ rất mực chỉn chu. Gần Palmito Ranch, quân miền Bắc có vẻ bắt đầu náo loạn, thế nhưng họ đã tập kết lại được mà rút lui khá tốt ra khỏi trận địa. Trong cuộc thoái binh, có đến ba lần quân miền Bắc tạm thời chống trả, nhưng họ vẫn phải bỏ cuộc do nhận thấy pháo binh miền Nam. Quân pháo binh Pháp cũng đóng vai trò quan trọng buộc quân miền Bắc phải thoái lui. Tuy nhiên, Trung đoàn 62 đã đập tan tác các đợt công kích của quân địch, gây cho địch tổn thất nặng nề. Ba tiếng sau, khi loạt đạn cuối cùng của Trung đoàn 62 vang lên, quân miền Nam phải chấm dứt truy đuổi. Quân miền Bắc đã rút binh xuyên suốt quãng đường dài 7 dặm Anh, và Ford ra lệnh cho các binh sĩ quay về phòng tuyến: "Hỡi các chiến sĩ, chúng ta đã chiến đấu tuyệt vời. Chúng ta đã ổn định và hãy rút về". Sau đó, Slaughter và Ford đã trao đổi nảy lửa với nhau về việc có nên tiếp tục tiến công hay không. Ford cho rằng, binh sĩ miền Nam đã mỏi mệt nên cần được nghỉ ngơi. Hơn nữa, tình hình binh lực quân miền Nam tại Brazos Santiago hãy còn nguy kịch và đen tối. Slaughter không tán thành và xuống lệnh cho Tiểu đoàn Carrington tiếp tục truy sát. Nhưng khi họ tới Boca Chica, quân miền Bắc đã hoàn tất công cuộc triệt binh an toàn qua vùng bãi lậy để dần dà trở về Brazos Santiago. Tức giận, Slaughter đành thúc ngựa vào vũng lầy ra lệnh cho quân sĩ nhằm súng lục vào đối phương đang rút lui. Trong sương mờ, hai đoàn quân tiếp giáp ở bãi lầy, một quả pháo rơi gần một binh sĩ trẻ miền Nam. Anh này liền kêu to lên và nắm lấy tay của Slaughter, làm cho ông vui. Anh ta nã đạn về hướng Brazos Santiago - và đây là tiếng súng cuối cùng của trận chiến cuối cùng của cuộc Nội chiến Hoa Kỳ.
Ford tuyên bố rằng chỉ có 5 binh sĩ miền Nam bị thương trong trận đánh này. Tuy nhiên, về sau này, một sĩ quan miền Nam là Đại úy Carrington kể lại rằng quân lính miền Nam phải bỏ thời gian ra để mai táng các tử sĩ của trận chiến. Chỉ có 2 lính miền Bắc tử trận và 9 người khác bị thương, nhưng có đến 101 binh sĩ bị quân miền Nam bắt làm tù binh. Tổn thất của quân miền Nam có lẽ cũng tương tự với quân miền Bắc. Cũng như trận Bull Run thứ nhất, trận Palmito Ranch chẳng gây thiệt hại hay thắng lợi gì đáng kể cho bên nào, mặc dù quân miền Nam được xem như đã thắng trận này. Sau chiến thắng này, một tù binh miền Bắc đã báo cho tướng sĩ miền Nam biết về sự đầu hàng của Tổng tư lệnh quân miền Nam là Robert E. Lee trước Tổng tư lệnh quân miền Bắc là Ulysses S. Grant đã lâu trước trận đánh. Điều này khiến dân chúng Texas e sợ rằng quân đội miền Bắc đang chuẩn bị tiến công và san bằng cả vùng này. Đồng thời, đạo quân miền Bắc dưới sự thống lĩnh của tướng Philip Sheridan đã chiếm giữ New Orleans, khiến các chỉ huy miền Nam đều e sợ, chẳng còn khí thế gì mà chiến đấu nữa. Họ biết rằng họ đã không thể chiến thắng được cuộc Nội chiến. Quân đội vùng Texas đầu hàng ngày 26 tháng 5 1865. Tướng miền Nam Kirby Smith giao phó Binh đoàn Mississippi cho miền Bắc vào ngày 2 tháng 6. Cuộc chiến cũng sớm chấm dứt hoàn toàn.
Binh sĩ John J. Williams thuộc Trung đoàn 34 Cựu binh tình nguyện Indiana]] là người sau cùng bị bắn chết tại Palmito Ranch, và có lẽ là người cuối cùng bị trận vong trong cuộc chiến tranh Nam Bắc của Hoa Kỳ. Tham chiến trong trận này có các binh sĩ người gốc Kavkaz, người Mỹ gốc Phi, người gốc Tây-Bồ và cả người da đỏ. Những ghi nhận về vai trò của quân Mexico trong trận đánh này, như tiếng súng báo hiệu cho quân miền Nam biết là quân miền Bắc đang tiến tới, hoặc cuộc tiến quân của đội Kỵ binh Mexico thân Pháp vào Texas, cùng với việc một số quân lính Mexico tham gia chiến đấu dưới quyền Ford, đều không được kiểm chứng, dẫu cho nhiều nhân chứng kể lại rằng tiếng súng đã vang lên ở bờ biển Mexico.